# Smilax pumila
Smilax pumila är en enhjärtbladig växtart som beskrevs av Thomas Walter. Smilax pumila ingår i släktet Smilax och familjen Smilacaceae. Inga underarter finns listade.